# Apiro
Apiro è un comune italiano di 2 034 abitanti della provincia di Macerata nella Marche.

## Storia
Il paese era abitato già nel periodo dei piceni e dei romani in seguito, devastato da Goti e Longobardi venne inglobato da quest'ultimi nel ducato di Spoleto.
Il toponimo Apiro deriva dal latino ad pirum ("presso il pero"), che è molto probabile alludesse a un albero di pero, punto di riferimento geografico della zona.
Nel 1227 si resse a libero comune, capoluogo della Valle di San Clemente, che inglobava alcuni castelli della zona. Ma già lo stesso anno venne conquistata dalla città di Jesi e immessa nel suo contado.
Nel 1433-34 venne conquistata da Francesco Sforza e in seguito passò sotto il dominio pontificio fino all'Unità d'Italia. Restò sotto la giurisdizione pontificia fino all'Unità.

### Simboli
Nello stemma comunale è rappresentato un albero di pero in campo azzurro, fruttato d'oro.

## Monumenti e luoghi d'interesse

### Collegiata di Sant'Urbano
Sorge sulla centrale piazza Baldini e costruita nel 1632, su un precedente edificio, per volere di Giovanni Giacomo Baldini (1581-1656), dottore locale che si trasferì a Roma divenendo il medico personale del cardinale Scipione Caffarelli-Borghese, di papa Urbano VIII e di papa Innocenzo X. Baldini fece elevare la chiesa a collegiata e le fece ricchi doni e lasciti. Al suo interno conserva un organo del 1771 di Gaetano Callido e notevoli suppellettili e opere d'arte fra cui tele di Valentin de Boulogne, Andrea Lilli e dello Spagnoletto.

### Chiesa ed ex Convento di San Francesco
Costruita prima del XII secolo, è l'edificio più antico del paese, anche se venne rifatto nel XVIII secolo. Conserva del primo edificio un portale romanico-bizantino del XIII secolo.
La simbologia del portale rappresenta i quattro evangelisti secondo la tradizione iconografica del tetramorfo, di antica origine mediorientale. Alla base dell'arco a sinistra è l'aquila (Giovanni), a destra il leone (Marco), al centro un angelo (Matteo), e in alto con un falco che azzanna un vitello è rappresentato il sacrificio (Luca).

### Abbazia di Sant'Urbano
A pochi chilometri dal centro sorge quest'antica abbazia, consacrata nel 1086, ma risalente a prima dell’anno Mille. Tuttavia venne distrutta nel XIII secolo da un incendio e rifatta con l'edificio attuale. Si presenta di stile romanico-gotico divisa in tre navate e tre absidi semi-circolari. All'interno conserva ancora affreschi dell'epoca. All'inizio del XV secolo iniziò la sua decadenza tanto che nel 1442 si unì all'Abbazia di Valdicastro, tenuta dai Camaldolesi, a cui rimase fino al 1810.

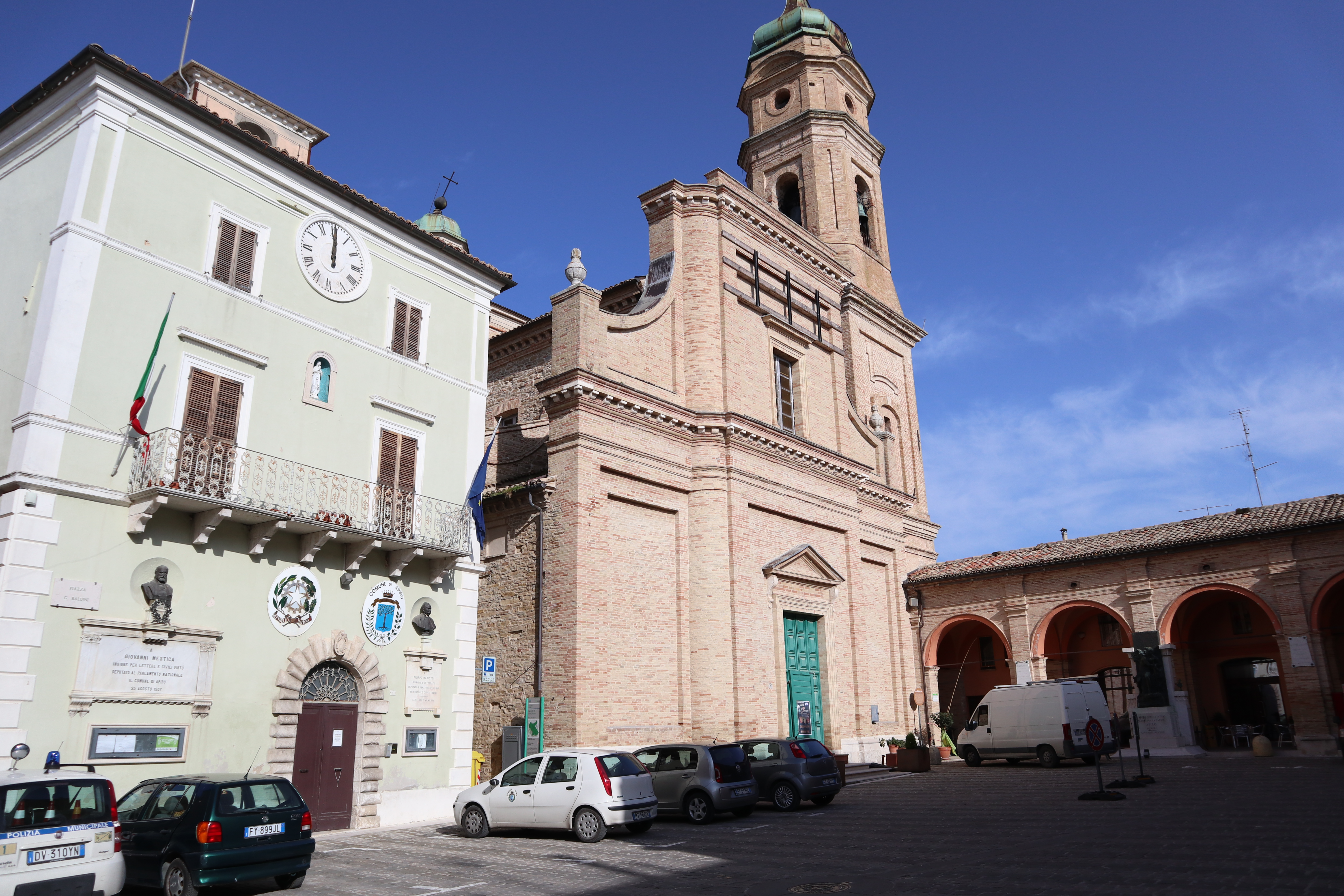
Piazza Baldini
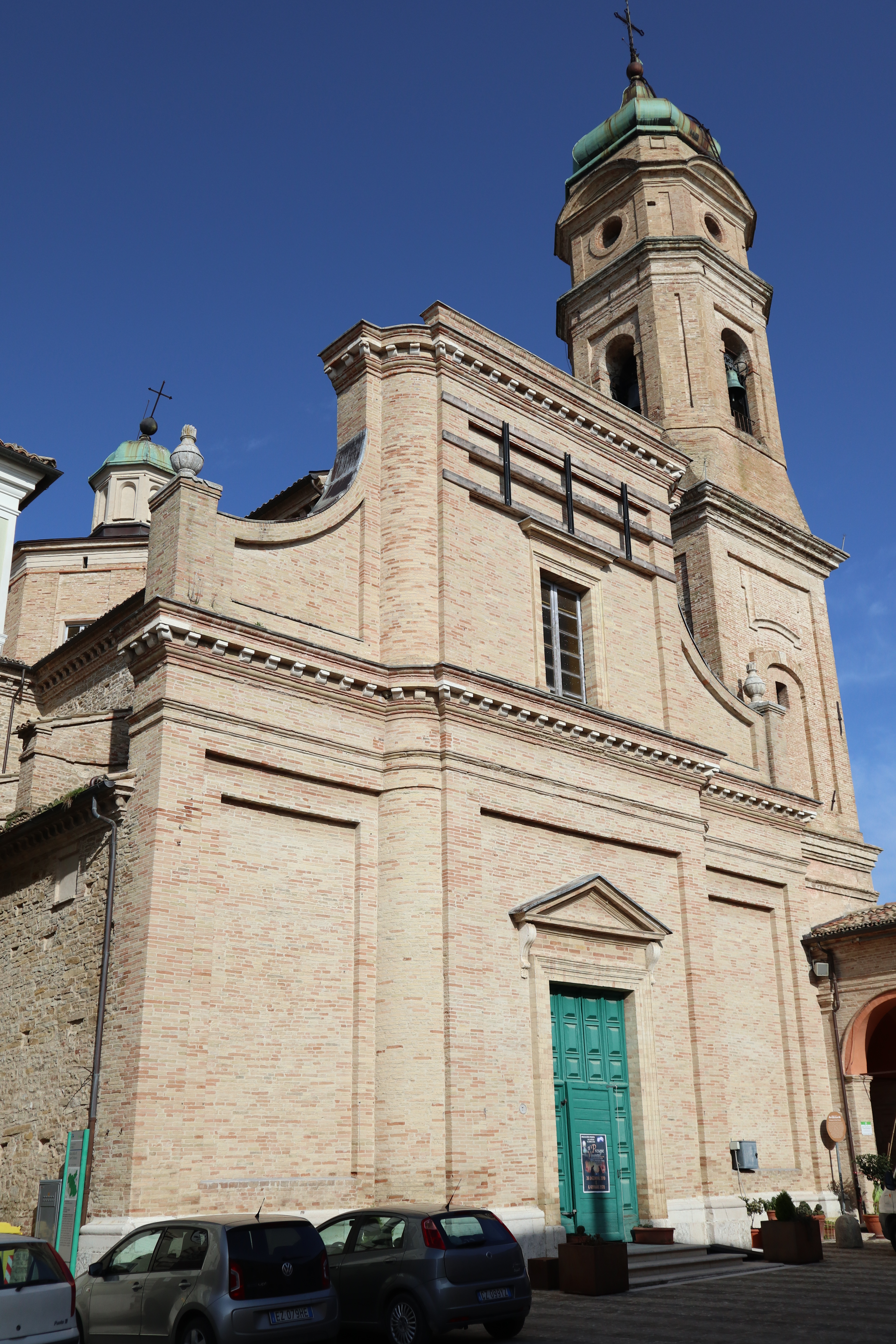
Collegiata di San'Urbano
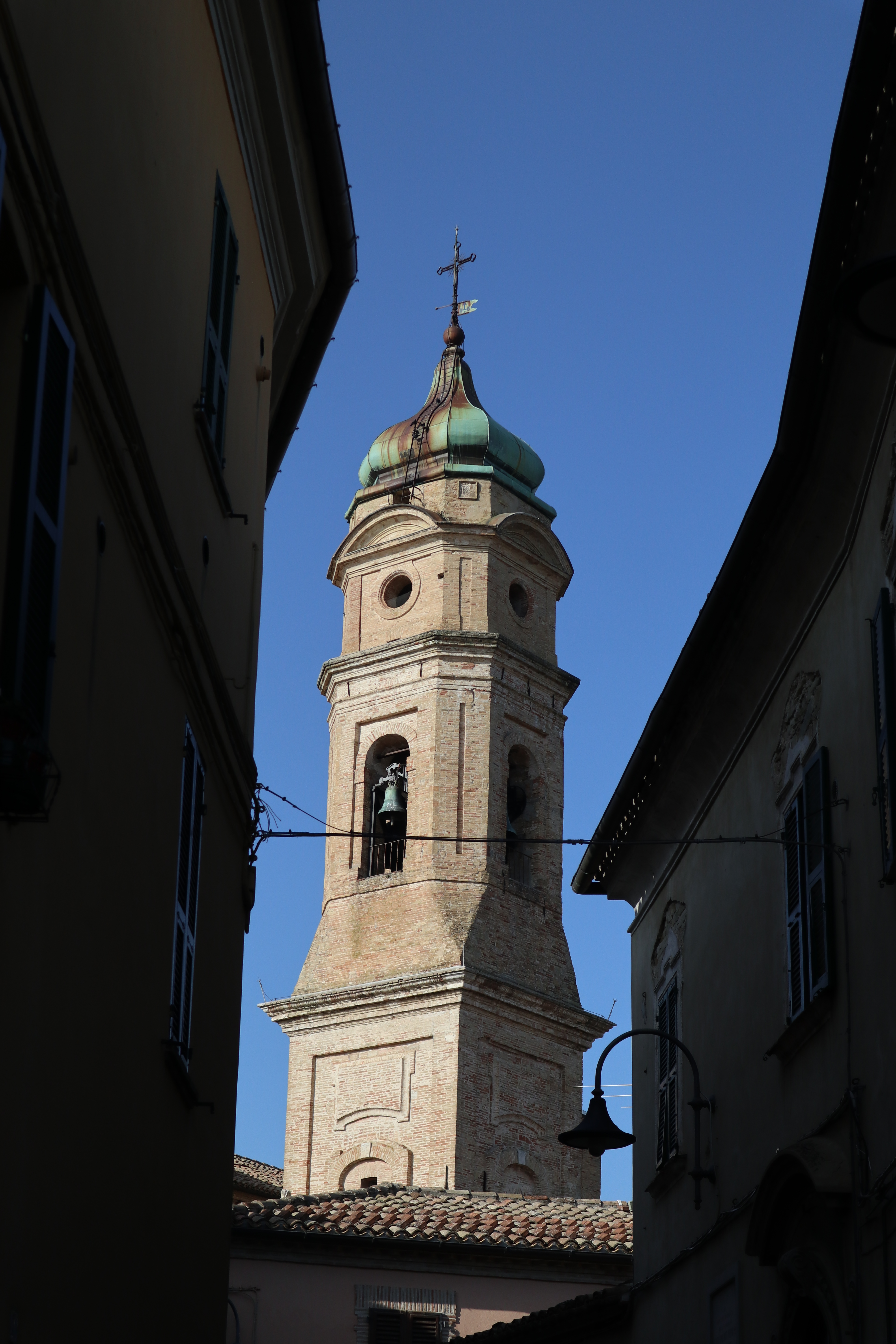
Il campanile della Collegiata
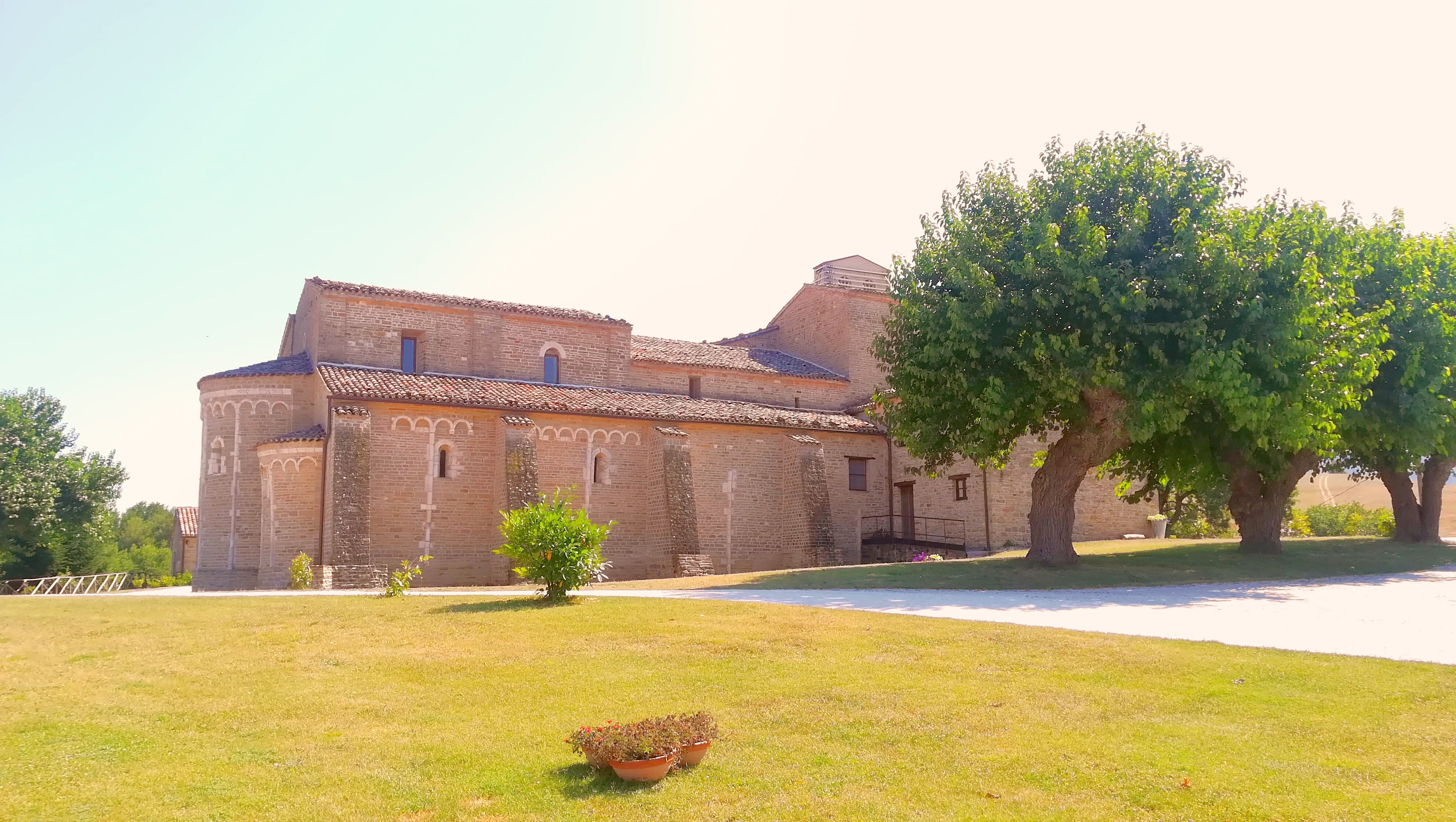
L'Abbazia di Sant'Urbano

### Palazzo del Comune
Su piazza Baldini, a fianco della collegiata, è il municipio, già palazzo dei Priori, venne eretto nel 1246 e fortemente rimaneggiato nei secoli successivi. All'interno conserva il polittico della Madonna col Bambino e Santi eseguito nel 1366 da Allegretto Nuzi

### Teatro Mestica
La costruzione del teatro iniziò nel 1873 su progetto dell’ingegnere Federico Scoccianti, sul sito di un preesistente palazzo nobiliare della famiglia  Canonici del XVIII secolo. La platea e la scena del teatro sorge nel vuoto del cortile del palazzo. Venne inaugurato nel 1903 e intitolato a Giovanni Mestica nel 1907. Le decorazioni del soffitto, platea, palchetti e boccascena, furono realizzate dal pittore Gaetano Galassi.

## Società

### Evoluzione demografica
Abitanti censiti

## Cultura

### Eventi
- Festival internazionale del folclore "Terranostra" - dall'8 al 15 agosto

### Osservatorio geologico di Coldigioco

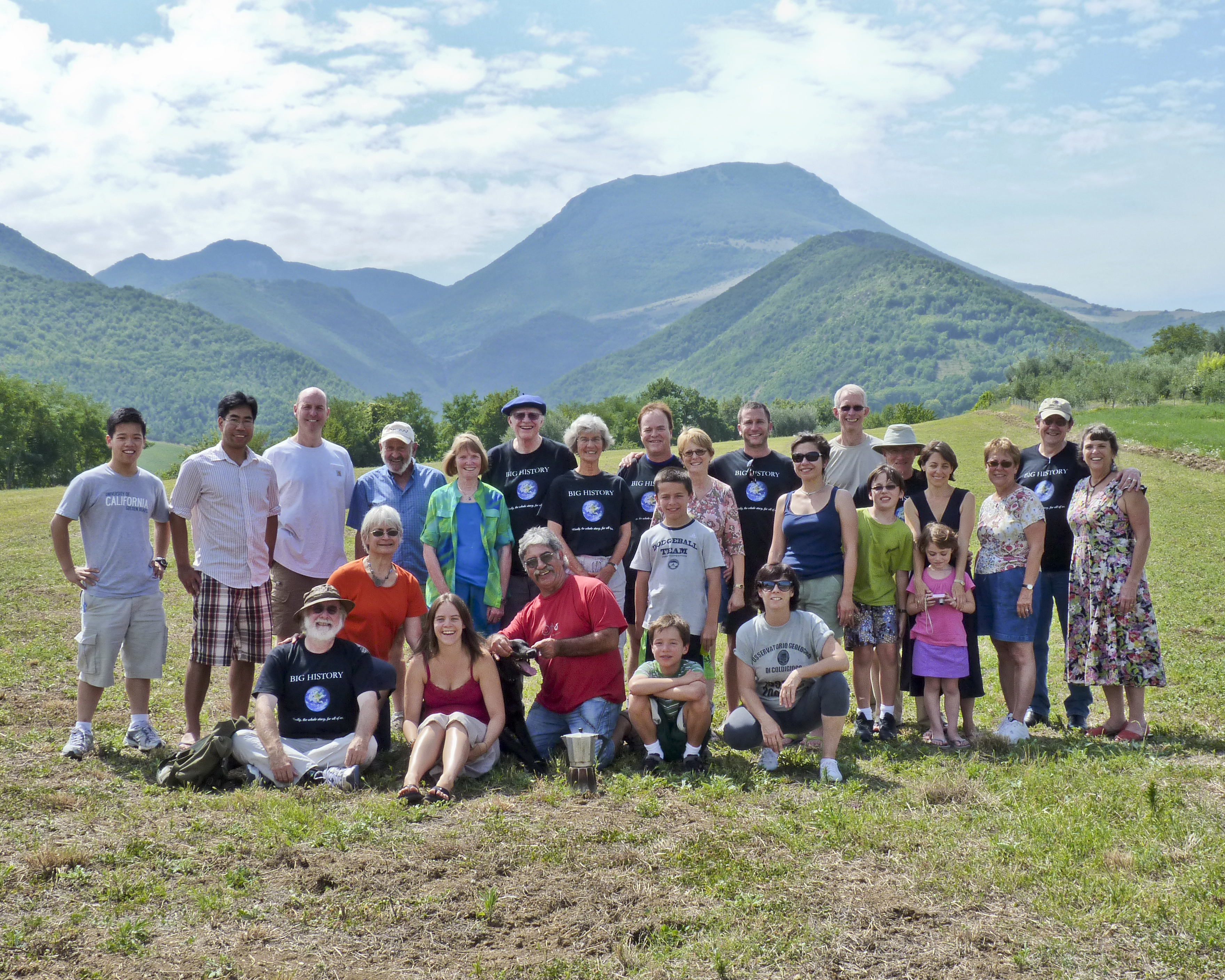
Membri della International Big History Association, fondata a Coldigioco nel 2010. Si riconoscono Walter Álvarez (al centro, in ginocchio) e lo storico Craig Benjamin (ottavo da sinistra, in piedi)

L'istituzione sorge nell'omonima località di Coldigioco, nella frazione Fontale, sui declivi del Monte San Vicino, dove fu fondato nel 1992 su iniziativa del geologo Alessandro Montanari e di sua moglie, l'artista newyorchese Paula Metallo.
Il centro è ospitato all'interno di un edificio scolastico dismesso che, negli anni sessanta, aveva ospitato le esperienze educative dei coniugi Giuseppe Tamagnini e Giovanna Legatti (legati al Movimento di Cooperazione Educativa), le cui sperimentazioni erano ispirate al programma pedagogico di Célestin Freinet. A questo primo nucleo si sono aggiunti ulteriori edifici del piccolo borgo abbandonato, ristrutturati e riattati allo scopo. L'osservatorio è dotato di computer, attrezzature informatiche, di un laboratorio mineralogico, di una libreria di mappe, oltre a strutture destinate a ospitalità i frequentatori che vi convengono (studenti e ricercatori), oltre a una piccola flotta di autoveicoli per le escursioni.
Il centro ospita ogni anno programmi e conferenze su argomenti di scienze, ma anche su temi artistici e culinari.

## Amministrazione
| Periodo        | Periodo        | Primo cittadino  | Partito                     | Carica  | Note   |
| -------------- | -------------- | ---------------- | --------------------------- | ------- | ------ |
| 2 luglio 1985  | 30 maggio 1990 | Elvio Zannotti   | Democrazia Cristiana        | Sindaco | [ 16 ] |
| 30 maggio 1990 | 24 aprile 1995 | Enzo Barbadori   | Partito Socialista Italiano | Sindaco | [ 16 ] |
| 24 aprile 1995 | 14 giugno 1999 | Giorgio Canella  | Centro                      | Sindaco | [ 16 ] |
| 14 giugno 1999 | 14 giugno 2004 | Giorgio Canella  | Lista civica                | Sindaco | [ 16 ] |
| 15 giugno 2004 | 8 giugno 2009  | Settimio Novelli | Lista civica                | Sindaco | [ 16 ] |
| 8 giugno 2009  | 26 maggio 2014 | Settimio Novelli | Lista civica                | Sindaco | [ 16 ] |
| 26 maggio 2014 | 27 maggio 2019 | Ubaldo Scuppa    | Impegnati per Apiro         | Sindaco | [ 16 ] |
| 27 maggio 2019 | 10 giugno 2024 | Ubaldo Scuppa    | Impegnati per Apiro         | Sindaco | [ 16 ] |
| 11 giugno 2024 | in carica      | Ubaldo Scuppa    | Impegnati per Apiro         | Sindaco | [ 16 ] |

## Sport

### Calcio a 11
La squadra di calcio locale era l'Apiro che aveva raggiunto anche il torneo di Promozione.
Nella stagione 2021/2022 il comune è rappresentato dall'ASD Urbanitas Apiro che gioca in Terza Categoria.

### Calcio a 5
La squadra locale è il Frontale Calcio a 5 che gioca in Serie D, ma in passato vi era anche un'altra squadra, che prendeva il nome di S.C. Apiro C5.